# Касота (Бузау)
Касота (рум. Casota) насеље је у Румунији у округу Бузау у општини Глодеану-Силиштеа. Oпштина се налази на надморској висини од 74 m.

## Становништво
Према подацима из 2002. године у насељу је живело 346 становника, од којих су сви румунске националности.